# Seefahrt des Hanno
Die Seefahrt des Hanno war eine Expedition des karthagischen Flottenkommandanten Hanno, der mit einem Konvoi von angeblich 60 Schiffen und 30.000 Personen über die Meerenge der Säulen des Herakles hinausfuhr, mutmaßlich die westafrikanische Küste umfuhr, bis er im Golf von Guinea angekommen sein soll und von dort die Rückreise antrat.

## Stationen des Unternehmens

Die Schiffsroute, die im Priplus beschrieben wurde.

### Überlieferungssituation

Reiseroute von Hanno dem Seefahrer; Bezeichnungen in französischer Sprache